# Eat Bulaga!
Eat Bulaga! («Еат Булага!»;переклад. Їжте сюрприз!; стилізовано під Eat… Bulaga!) — найстаріше філіппінське денне розважальне шоу, яке транслюється на TV5 і одночасно транслюється на RPTV. Спочатку ведучі Тіто Сотто, Вік Сотто та Джоуї де Леон, відомі під загальною назвою TVJ, з Чикі Холлманном та Річі Д'Хорсі, прем'єра шоу відбулася 30 липня 1979 року на Radio Philippines Network. Їжте Булага! в даний час продюсується TVJ Productions, Inc., його очолюють брати Сотто і Де Леон зі своїми соведущими Алланом К., Хосе Манало, Уоллі Байолою, Паоло Баллестеросом, Райаном Агонсільо, Різзою Мей Дізон, Мен Менса і Майлз Окам Мулах, відомі під загальним прізвиськом «Legit Dabarkads» («Легіт Дабаркадс»).

## Історія

### RPN (1979—1989)
Компанія Production Specialists, Inc., що належить Ромео Джалошосу-старшому, спала на думку ідея створити полуденне шоу для Radio Philippines Network. Антоніо Тув'єра заявив, що Тіто Сотто, Вік Сотто та Джоуї де Леон, відомі під загальним псевдонімом TVJ, будуть «ідеальними» ведучими шоу. На зустрічі в InterContinental Manila Тув'єра зробив їм пропозицію, яку було прийнято. Де Леон придумав термін «Eat Bulaga» як назву шоу і володіє авторськими правами на нього.
«Eat… Bulaga!» Прем'єра відбулася 30 липня 1979 року, пілотний епізод був знятий у RPN Live Studio 1 у Бродкаст-Сіті, Кесон-Сіті. Чикі Холлманн та Річі Д'Хорсі також були господарями. Музична тема була написана Віком Сотто спільно з Вінсентом Ді Бунсіо та Панчо Оппусом та музично аранжована Гомером Флоресом. Протягом перших кількох місяців шоу воно було на межі скасування через конкуренцію та брак рекламодавців, незважаючи на те, що розцінки на рекламу були знижені до 750 фунтів стерлінгів, а ведучим не платили зарплату більше року.
Де Леон розповів, що він і брати Сотто не підписували контракт із шоу, коли їм запропонували стати ведучими. Вік Сотто заявив, що прийняв пропозицію та зупиниться, як тільки у нього з'являться гроші на покупку особистого автомобіля. Де Леон також повідомив, що шоу мало стати короткостроковою роботою. Через два роки Тіто Сотто, Вік Сотто та де Леон вирішили залишитись у шоу. Шоу набуло рейтингового статусу у 1980 році з уривком «Mr. Macho». Production Specialists збанкрутували та були розпущені десь у липні 1980 року, а виробництво шоу пізніше було передано TAPE, Inc. 7 липня 1981 року. У 1982 році Коні Рейєс приєднався до шоу як новий ведучий.
Під час революції народної влади шоу було припинено з 27 лютого 1986 року до 1 березня 1986 року, оскільки передавача РПН було відключено. 1987 року до шоу приєдналася Айза Сегерра після «Little Miss Philippines». Шоу залишило Broadcast City 2 грудня 1987 і перенеслося на Celebrity Sports Plaza в Кесон-Сіті 3 грудня 1987. Мережа також страждала від періодичної зміни керівництва, що призвело до рішення Тоні Тув'єри провести переговори з тоді ще молодою мережею. ABS-CBN зрештою перенесе шоу.

### ABS-CBN (1989—1995)
1989 року «Eat… Bulaga!» перейшов до ABS-CBN за згодою про спільне виробництво через проблеми, викликані секвестром РПН. 18 лютого 1989 року відбулася прем'єра шоу на каналі ABS-CBN, яке було поставлене в Araneta Coliseum зі спеціальним телешоу під назвою «Eat… Bulaga!: Moving On». Після перекладу на ABS-CBN шоу почало транслюватися з ABS-CBN Studio 1 у Радіомовному центрі ABS-CBN. Під час особливих випадків шоу їм було дозволено використовувати Студію 2 мережі як місце проведення. Десята річниця шоу відбулася 23 вересня 1989 року в Araneta Coliseum. У 1991 році Рубі Родрігес та Ріо Діас стали постійними соведущими. У 1994 році ABS-CBN спробувала придбати права на трансляцію шоу у TAPE Inc., але Антоніо Тув'єра та Малу Чоа-Фагар відхилили цю пропозицію, внаслідок чого мережа пред'явила шоу ультиматум про вихід із мережі у січні 1995 року.

### GMA (1995—2024)
У 1994 році шоу переїхало з ABS-CBN Studio 1 до Celebrity Sports Plaza, готуючись до його передачі до мережі GMA. Підписання угоди між TAPE Inc. та представниками GMA відбулося в Макаті Шангрі-Ла, Маніла, 19 січня 1995 року. Прем'єра шоу відбулася на каналі GMA Network 28 січня 1995 року в спеціальному телевізійному випуску під назвою «Eat… Bulaga!: The Moving!».
Тоні Роуз Гайда, Аллан К., Саманта Лопес і Френсіс Магалона стали провідними у 1995 році, а Анджо Юллана — у 1998 році. У 2000 році «Eat Bulaga!» стала першою денною естрадною програмою, що отримала мільйони призів у своєму сегменті «Лабан про Баві», миттєво здобувши популярність серед глядачів. З іншого боку, до шоу приєднався Уоллі Байола, але спочатку його було обрано на роль закадрового блазня-ведучого, який розважав аудиторію студії під час рекламних пауз і оголошував вступ до сегментів шоу. У травні 2001 року Магалона був відсторонений від шоу після арешту за зберігання наркотиків, і Янно Гіббс замінив його, а Паоло Бальєстерос приєднався до шоу як свідомий сегмент U-Bet, конкурсу студентів університету, який проводився у віддалених місцях за участю Дерек Рамзі та Фемела Баранда відвідують кампуси по всій країні. У 2002 році Магалона повернулася в шоу після виправдання та реабілітації, а рейтинги зросли завдяки популярності SexBomb Dancers та «Sige!!! Ano … Kaya Mo?!? Sakmo!» сегмент. У 2003 році Хосе Манало став постійним співведучим шоу після того, як працював асистентом продюсера та директором сцени у 1994 та 1999 роках відповідно. Святкування 25-річчя шоу транслювалося 19 листопада 2004 року з Expo Pilipino. Він виграв спеціальний випуск «Найкраща розвага (разова / щорічна)» на церемонії вручення премії азіатського телебачення у Сінгапурі 1 грудня 2005 року. Презентація під назвою «Eat Bulaga! Silver Special» транслювався 27 та 29 листопада 2004 року.
У 2006 році SexBomb Girls залишили шоу через суперечку з продюсерами шоу, і їх замінили на EB Babes. У березні 2007 року SexBomb Girls повернулися на шоу, але пішли назавжди у 2011 році, тоді як EB Babes залишалися постійними учасниками шоу до 2019 року. У вересні 2007 року де Леон почав екранну ворожнечу з Віллі Ревілеймом, що призвело до Скандал з Хелло Паппі.
6 березня 2009 року Вік Сотто оголосив про смерть Френсіса Магалони, який помер від лейкемії під час програми. Наступного дня відбувся епізод, присвячений Магалоні. Райан Агонсільо приєднався до шоу пізніше, в 2009 році, і в ефір вийшов спеціальний випуск, присвячений 30-річчю шоу «Tatlong Dekads ng Dabarkads». У 2012 році до шоу приєдналася Різза Мей Дізон після перемоги у конкурсі «Little Miss Philippines». У 2014 році повернулися спеціальні пісні драми, і вперше була проведена щорічна церемонія нагородження «Dabarkads Awards».
У липні 2015 року разом із сегментом «Kalyeserye» стартувала любовна команда AlDub, що складається з Олдена Річардса та Мен Мендоси. Шоу потроїло свій рейтинг у Мега-Манілі та загальнонаціональному телевізійному рейтингу і стало щоденною трендовою темою у соціальній мережі Twitter по всьому світу. У 2015 році у шоу було 10 із 10 епізодів з найвищим рейтингом. 24 жовтня 2015 року на Філіппінській арені відбувся благодійний концерт. Його хештег, який отримав назву «Tamang Panahon», #ALDubEBTAmangPanahon, зібрав 41 мільйон твітів, ставши хештегом у рамках шоу. 24 години у Твіттері. Сегмент «Kalyeserye» завершився 17 грудня 2016 року, всього в ньому 400 серій.
8 грудня 2018 року шоу перемістило свою концертну студію в APT Studios у Каїнті, Різал. У березні 2020 року прийом живої аудиторії до студії та виробництва було припинено через посилений карантин на Лусоні, викликаний пандемією COVID-19. Шоу відновило програмування 8 червня 2020 року. У серпні 2020 року Анхо Іллана була остаточно звільнена з шоу, а в травні 2021 року пішла Рубі Родрігес. Майя Сальвадор приєдналася до шоу в жовтні 2021 року зі своїм власним сегментом «DC 2021: Maja on Stage», а потім Майлз Окампо, який приєднався до шоу в березні 2022 року, вони обидва знялися в музично-комедійному сегменті «Ang Ala ng Batang Hamog» з Мен і Різою Мей. У лютому 2023 року до шоу приєдналася Каррен Ейструп після перемоги в сегменті реаліті-конкурсу «Bida Next».

#### 2023—2024: Конфлікт між TVJ та TAPE Inc., очолюваної Ялошошем.
Новий посібник TAPE Inc. призупинило виробництво з 31 травня по 3 червня 2023 року після відходу початкових провідних Тіто Сотто, Віка Сотто та Джоуї де Леона. Колеги-провідні шоу — Паоло Баллестерос, Хосе Манало, Мен Мендоса, Різза Мей Дізон, Уоллі Байола, Райан Агонсільо та Аллан К. — і учасники виробництва подали заяву про звільнення того ж дня. Ведуча Каррен Ейструп також підтвердила свою відставку 8 червня.
Конфлікт виник з кількох питань, включаючи примусовий відхід Антоніо Тув'єри з посади топ-менеджера TAPE Inc., план ребрендингу «Eat Bulaga!», заміну давнього основного ведучого та сегментів з найвищим рейтингом, а також скорочення заробітної плати всього виробнича бригада. Ромео Джалошос-молодший, колишній представник 1-го округу Замбоанга-дель-Норте, обійняв посаду генерального директора і президента TAPE після виходу на пенсію Тув'єри, тоді як його сестра Сорайя Джалошос є віце-президентом адміністрації, а їх зведений брат, чинний мер міста Дапітан Сет Фредерік Ялошос став фінансовим директором (CFO) компанії.
7 червня 2023 року TVJ та їх свідуючі, у тому числі Аллан К., Хосе Манало, Уоллі Байола, Паоло Бальєстерос, Райан Агонсильо, Мен Мендоса, Різза Мей Дізон та Каррен Ейструп, оголосили про перехід на TV5. 1 липня 2023 року їхнє денне шоу «E.A.T.» офіційна прем'єра відбулася в студії 4 медіацентру TV5 у місті Мандалуйонг на тлі судового розгляду з приводу прав власності на «Eat Bulaga!» товарний знак проти компанії TAPE. Майлз Окампо та Аташа Мулах приєдналися до акторського складу у липні та вересні відповідно.
З 5 червня 2023 року до 5 січня 2024 року компанія TAPE Inc. повідомила про 1000 акцій компанії. і GMA Network продовжували використовувати «Eat Bulaga!» очікується клопотання від Тіто Сотто, Віка Сотто та Джоуї Де Леона про анулювання товарного знаку «Eat Bulaga!» компанії TAPE Inc.. Ведучими шоу виступили Алекса Міро, Арра Сан Агустін, Бетонг Сумайя, Бубой Вільяр, Кессі Легаспі, Чаріз Соломон, Дасурі Чой, Глайса де Кастро, Іско Морено, Кімпой Фелісіано, Кокой де Сантос, Маві Легаспі, Майкл Сагер, Паоло Конті, Вінвін Маркес та Ясір Марта, за участю Music Hero Band та BPop Idols.
Рішенням від 22 грудня 2023 року, винесеним 5 січня 2024 року, відділення 273 Марикинського міського обласного суду першої інстанції назавжди заборонило TAPE Inc. та GMA Network використовувати товарні знаки «Eat Bulaga!» та «EB», у тому числі логотипи, на своїх шоу, програмах, проектах та рекламних акціях своїх поточних програм, як і петиція Тіто Сотто, Віка Сотто та Джоуї де Леона щодо справи про авторські права на торгову марку «Eat Bulaga!» було надано. За рішенням суду, компанія TAPE Inc. негайно відкликала свою назву «Eat Bulaga!» та перейменований у «Tahanang Pinakamasaya!».

### TV5 та RPTV (з 2024р.)
6 січня 2024 року шоу повернулося зі своїми початковими ведучими на чолі з братами Сотто і Де Леоном, включаючи Legit Dabarkads, цього разу під управлінням TVJ Productions і на TV5, після того як TAPE виконала рішення суду. Це також ознаменувало дебют Аташі Мулах на шоу після того, як вона приєдналася до «E.A.T.» у вересні 2023 року.
У той же день шоу розпочало свою одночасну трансляцію на CNN Philippines щосуботи, що ознаменувало повернення розважального шоу у вихідну мережу після того, як TV5 Network підписала угоду з контролюючим власником RPN Nine Media Corporation про покращення покриття своєї мережі. Після закриття CNN Philippines на 31 січня 2024 року трансляцію шоу було перенесено на замінний канал RPTV і продовжено до будніх днів.

## Ведучі
- Тіто Сотто (з 1979 р.)
- Вік Сотто (з 1979 р.)
- Джої де Леон (з 1979 р.)
- Хосе Манало (з 1994 р.)
- Аллан К. (з 1995 р.)
- Уоллі Байола (з 2000 р.)
- Паоло Баллестерос (з 2001 р.)
- Райан Агонсільо (з 2009 р.)
- Різа Мей Дізон (з 2012 р.)
- Мен Мендоса (з 2015 р.)
- Майлз Окампо (з 2022 р.)
- Каррен Ейструп (з 2023 р.)
- Аташа Мулах (з 2024 р.)

### За участю
- TVJ Singing Queens (з 2024 року; також відома як Sing-Eat Girls)
- Педро Бусіта-молодший та гурт Hollow Blacks Band (з 2023 року; також відомий як Pedro Band)

### Колишні ведучі
- Айсель Сантос (2016-17)
- Айко Мелендес (1989-95)
- Ай-Ай Крильєв (1995—2000)
- Олден Річардс (2015-23)
- Алекса Міро (2023-24)
- Алфі Лоуренс
- Алі Сотто (1993-94)
- Алісія Майєр (2004-06)
- Емі Перес (1988-95)
- Анджо Іллана (1998—2020)
- Аріана Барук (2008)
- Арра Сент-Огастін (2023-24)
- Бі Джей Форбс (2005-08)
- Басте Гранфон (2015-21)
- Бетонг Сумайя (2023-24)
- Б'янка Хед (2022-23)
- Boom Boom Pow Boys (2009-13)
- BPop Idols (2023–24)
- Бубой Вільяр (2023–24)
- Карміна Вільяроель (1989-98)
- Кессі Легаспі (2023-24)
- Сес Кесада (1989)
- Чаро Сантос-Консіо (1986-87)
- Чаріз Соломон (2023-24)
- Чикі Холлманн (1979-82)
- Крістін Джейкоб (1991-98)
- Сіара Сотто (2005-07)
- Сінді Курлето (2005-07)
- Коні Кінгз (1982-91)
- Кумбахерос (1982)
- Дайана Менезес (2007-12)
- Дасурі Чой (최다슬) (2014–16; 2020–21; 2023–24)
- Світанок Зулуета
- Дерек Рамзі (2001—2004)
- Денсіо Паділья (1983)
- Діана Зубірі (2003-05)
- Діндун Просунутий (1987-88)
- Доніта Роуз (1996-97; 2002-03)
- Донна Круз (1995-98)
- EB Babes (2006-19)
- Відлуння Калінгал (2018–20)
- Едгар Аллан Гузман (2006-07)
- Ерік Кізон (1992-93; 1996-98)
- Френсіс Магалона (1995—2009)
- Гледіс Геварра (1999—2007)
- Глайса де Кастро (2023–24 рр.)
- Гретхен Барретто (1993)
- Хелен Гамбоа (1985-86)
- Хелен Вела (1982-91)
- Герберт Баптист (1989-92)
- Крижана війна (1987-97)
- Ізабель Даса (2011-14)
- Позов Морено (2023–24)
- Взуття Ізи (2005; 2011–12)
- Дженіс Віфлеємська (початок 1990-х)
- Янно Гіббс (2001-07)
- Лонг (1997-99)
- Дженні Сікія (1997)
- Єрихон Росалес (1996-97)
- Джиммі Сантос (1983—2022)
- Джої Альберт
- Jomari Yllana (2000) Скачати безкоштовно Mp3
- Джон Пратс [82]
- Джойс Хіменес (1997)
- Джойс Прінг (2014, «Trip na Trip»)
- Джулія Кларетт (2005-16) [
- К. Бросас (2001-03)
- Кімпі де Леон (2004-16)
- Кімпою Фелісіано (2023–24)
- Дівчатка Кітті (2009)
- Кокой Святих (2023–24)
- Кріс Акіно (1988-89)
- Христині Флорендо (1998—2000)
- Бойз (2001—2006)
- Леді Лі (1990—1997)
- Лалейн Едсон (2000)
- Лана Асаніна (1999—2000)
- Вовняні ревнощі (2004—2006)
- Ленс Серрано (2013)
- Ринок вовни (1989—1990)
- Ларрі Сільва (1994)
- Лейла Кузьма (2002—2004)
- Леонард Обал (середина 1990-х)
- Ліндсі Охоронець (1998)
- «Довгий високий» Говард Медіна (1979—1997, закадровий голос)
- Мандрівники (2013—2014)
- Лаундж Басабас (2007-09)
- Луейн Ді (2017-19)
- Лін Чинг-Істер (1995—1998)
- Чоловіки-танцюристи (1980—1983)
- Чоловіки Чоловіки (2019—2020 рр.)
- Джинки «Мадам Лайт» Кубійян (2017)
- Майя Сальвадор (2021-23) [
- Мала Макарег (2018–19)
- Чоловічий потяг (1993)
- Манілін Рейнс (1985-90)
- Менні Дістор (1998—1999)
- Маневри (1990-ті)
- Маріан Рівера (2014-15)
- Марк Аріель Фреско (2006—2007)
- Марісель Соріано (1985-87; 1995-96)
- Морін Вробльовиць (2018–19)
- Маузі Вольфарт (1998—1999)
- Меві Спадщина (2023-24)
- Майкл Сагер (2023-24)
- Майкл В. (2003-16)
- Мішель ван Еймерен (1994)
- Міккі Ферріолс (1998—2000)
- Майк Зерудо (1998—1999)
- Просо Адвінкула (1990-ті)
- Міфологія Йонтін (1997; 2006-09)
- Група музичних героїв (2016–19; 2023–24)
- Надін Шмідт (2002)
- Ніньо Мулах (початок 1990-х)
- Нова Вілла (1989-95)
- Танцюристи OctoArts (1989—1992)
- Огі Алькасід (1988-89)
- Онеміг Бондок (1996-97)
- Паоло Контіс (2023–24)
- Патані Збитки (2008)
- Патрісія Фернандес (2010, офіційний фотограф, «Bulagaan»)
- Патрісія Тумулак (2015-17)
- Полін Місяць (2005-23)
- Пепе Пеппер (1980-ті)
- Ганок (2001-02)
- Піа Гуаніо (2003–21)
- Плінки Стрейт (1989—1992)
- Попс Фернандес (1987-88)
- Прісцілла Монтейро (2009—2010)
- Рейчел Енн Вульф
- Ренді Джеймс (1995)
- Раки Терра (2018–19)[
- Річард Хто (2014–15)
- Річі Д'Хорсі (1979-85; 1994; 2009, «Bababoom»)
- Ріо Діас (1990-96)
- Роберт Ортега
- Розанна Росес (1998)
- Рубі Родрігес (1991—2021)
- Руффа Гутьєррес (1995-98)
- Руру Мадрид (2022-23)
- Сем Ю. Г. (2009-16)
- Саманта «Грейс» Лопес (1994-97)
- Сара Лахбаті (2018)
- Дівчата-сексбомби (1999—2011)
- Шерон Кунета (1983-84)
- Шерілін Рейєс-Тан (2000–01)
- Шеріл Круз (1985-89)
- Шайн Кук (Чудовий) (2014-15)
- Соленн Хойссафф (2012)
- Ринок цукру (2001–02; 2004–07)
- Саншайн Крос (1995-96)
- Такі Сайто (2016–17)
- Таня Гарсія (2005)
- Герої Тетчі (1980-ті)
- Це моя Бе (2015–19)
- Тоні Гонзага (2002–05)
- Тоні Роуз Гайда (1996—2014)
- Universal Motion Dancers (1990-ті)
- Вел Сотто (1994)
- Валері Вейгманн (2013-14)
- Моральні вина
- Вінвін Маркес (2023–24)
- Ясір Марта (2023-24)
- Йойонг Мартірес (1994)
- Зорен Легаспі (1989-95)

## Тематична пісня
Початкова тема датується 1982 роком і була написана Тіто Сотто, Віком Сотто та Джоуї де Леоном і аранжована Гомером Флоресом, але джерело Cabinet Files уточнило PEP.ph, що Вік є композитором мелодії «Eat Bulaga!» Вінсент Ді Бунц. Коли Айза Сегерра приєдналася до шоу в 1988 році і перейшла в ABS-CBN в 1989 році, другий і третій рядки другої строфи стали «Si Aiza at si Coney» / «Silang lahat ay nagbibigay». Другий і третій рядки строфи все ще використовувалися, хоча Коні залишив шоу в 1991 році, і в акторський склад було додано кілька акторів, таких як Джиммі Сантос, Крістін Джейкоб, Рубі Родрігес, Леді Лі та Ріо Діас. показувати.
Коли Eat Bulaga! був переведений у GMA 28 січня 1995 року зі зміною другого рядка у другій строфі та видаленням імен Айзи та Коні з тексту, а також у відповідь на зростаючу групу Eat Bulaga!. Рядок звучав так: «Barkada'y dumarami». Однак у 2003 році, змінивши лінію, SexBomb Girls випустили власну версію теми «Eat Bulaga!» Композитор Літо Камо. Рядок став «Buong tropa ay kasali».
Під час 25-річчя в 2004 році всі учасники заспівали Eat Bulaga! а в текст пісні увійшов рядок Barkada'y dumarami". В ОББ у 2004 році рядки були змінені іншими мовами біколано, кебуано, варай-варай та тагальською.
А 2005 року деякі тексти були перероблені Френсісом Магалоною. Рядок звучить так: «Saan ka man ay halina kayo». Рядки Френсіса Магалони доповнюють його власний переклад теми «Eat Bulaga!».
У 2007 році виконував різну музику, таку як рок, джаз, реггі, дэнс-поп і хіп-хоп. Першу версію виконали Аллан, Джиммі, Тоні Роуз та Рубі. Другу версію виконали Піа, Сіара, Гледіс, Паоло, Джулія та Янно. Рядок «Ligaya sa ating buhay» виконано Гледіс у першій версії OBB, а Джулія Кларет заспівала цей рядок у другій версії OBB. У третьому рядку Хосе Манало та Уоллі Байола виконали версію реггі. Sugar та EB Babes заспівали четвертий рядок танцювальної версії. П'яту версію виконали Бі Джей, Френсіс М., Тері та Сінді, і в неї був доданий «Buong mundo», що повторює четвертий рядок у пісні.
У 2009 та 2014 роках він знову змінив тон на нову сучасну музику.
З 2012 року і до сьогодні оригінальний тон програми використовується в сучасній версії.
У липні 2023 року TVJ адаптував оригінальну музичну тему «Eat Bulaga!» з невеликими змінами, зокрема віддаленою фразою «Eat Bulaga!», яка потім була замінена на «Е. А.Т.». щоб уникнути можливих проблем із товарними знаками під час використання TAPE. Тим часом на TAPE вони також представили нову пісню своєї програми, яка досі носить назву Eat Bulaga! 29 липня 2023 року, після 44-річчя шоу.
6 грудня 2023 р. компанія E.A.T. використала слоган «Eat Bulaga!» після того, як Відомство інтелектуальної власності Філіппін (IPOPHL) відмінило реєстрацію товарного знаку TAPE Inc. для Eat Bulaga! і виніс рішення на користь Тіто Сотто, Віка Сотто та Джоуї де Леона.
5 січня 2024 року TVJ та Legit Dabarkads повторно використали колишню музичну тему Eat Bulaga!.
1. ↑  http://live.dbpedia.org/resource/Eat_Bulaga!